# Пальмовый вор
Па́льмовый вор (лат. Birgus latro) — вид десятиногих раков из надсемейства раков-отшельников (Paguroidea). В отличие от большинства других раков-отшельников, он использует пустые раковины брюхоногих моллюсков только на ранних стадиях развития. Взрослые особи ведут сухопутный образ жизни. Пальмовые воры распространены в тропиках на островах Индийского и западной части Тихого океанов. Их мясо употребляют в пищу.

## Название
Видовое название лат. latro означает «грабитель». Родовое Birgus дано Личем взамен названия Cancer «рак», данного Линнеем. Birgus — латинская транскрипция греческого названия реки в географии Птолемея; позже так на латыни называли реку Барроу в Ирландии. Однако неясно, каким образом название какой-либо реки связано с названием ракообразных.
«Пальмовым вором» это ракообразное назвали потому, что в прошлом ему приписывалась способность срезать кокосы с пальм, чтобы потом полакомиться мякотью разбившегося ореха. Считалось даже, что он может самостоятельно вскрыть кокос клешнями, если тот уцелел при падении. В действительности пальмовый вор не может целенаправленно добывать орехи — он просто находит «паданцы», сорванные ветром.
Нередко пальмового вора ошибочно называют крабом.

## Строение и систематическое положение
Пальмовый вор — одно из самых крупных наземных членистоногих: длина тела может достигать 40 см, а масса — 4 кг. Клешни передней пары ходильных ног способны развивать усилие, позволяющее дробить небольшие кости. Четвёртая и, в особенности, пятая пара ходильных ног развиты хуже остальных. Этот признак, а также способность отгибать брюшной отдел указывают на принадлежность пальмовых воров к ракам-отшельникам, а не к внешне похожим на них крабам.
Мощно развитый кальцинированный экзоскелет, а также модификация органов газообмена позволяет вести представителям этого вида сухопутный образ жизни. Стенки жаберных полостей несут гроздевидные выросты, значительно увеличивающие дыхательную поверхность. Собственно жабры у пальмового вора развиты слабо.

## Размножение и развитие
В сезон размножения самки с развивающимися яйцами мигрируют к морю и заходят в воду, где из яиц вылупляются личинки зоэа (яйцевые оболочки остаются на брюшке самки, и она впоследствии съедает их). Осевшие на дно молодые особи обладают типичным внешним видом рака-отшельника и прячут мягкое брюшко в пустые раковины морских (а после выхода на сушу — наземных) брюхоногих моллюсков.
Продолжительность жизни пальмовых воров достаточно велика: длины в 10 см они достигают только в пятилетнем возрасте.

## Питание и образ жизни
Пальмовый вор всеяден. Рацион составляют плоды панданов, содержимое расколотых кокосовых орехов. Может также питаться другими ракообразными и детритом.
Пальмовый вор выкапывает в почве неглубокие норы, которые выстилает волокнами кокосовых орехов. Иногда довольствуется естественными убежищами — расщелинами в скалах, полостями в осушенных коралловых рифах, но и в таких случаях использует для их обкладки растительный материал, сохраняющий в жилье повышенную влажность. Способен забираться на деревья. Обладает хорошо развитым обонянием.
В 2016 году был отмечен случай охоты на птицу — пальмовый вор забрался на дерево и атаковал красноногую олушу.

## Фотогалерея
- Пальмовый вор — вид спереди
- Разнообразие окраски пальмовых воров
- Молодая особь со спиральным брюшком, живущая в раковине